# Oxypilus burri
Oxypilus burri är en bönsyrseart som beskrevs av Roger Roy 1969. Oxypilus burri ingår i släktet Oxypilus och familjen Hymenopodidae. Inga underarter finns listade i Catalogue of Life.